# Monhystera karachiensis
Monhystera karachiensis is een rondwormensoort uit de familie van de Monhysteridae. De wetenschappelijke naam van de soort is voor het eerst geldig gepubliceerd in 1963 door Timm.